# Sufiah Yusof
Sufiah Yusof (sinh năm 1984) là một thần đồng toán học người Malaysia nhưng cũng là gái bán hoa

## Tiểu sử
Năm 1997 cô lọt được vào được trường St. Hilda's College, Oxford University chuyên về toán học năm cô 13 tuổi  Lưu trữ ngày 18 tháng 4 năm 2003 tại Wayback Machine.
Năm 2001 cô trốn khỏi căn hộ sinh viên ở Oxford sau khi làm bài thi cuối năm. Cô ta đã tìm được việc làm hầu bàn ở quá internet-Café ở Bournemouth 2 tuần sau đó, nhưng từ chối trở về nhà, cô cho rằng bố mẹ cô ấy làm cho cuộc đời cô khó khăn khổ sở khi cô ở nhà, cô đã ở với gia đình cưu mang cô.
Năm 2003, Hai năm sau đó, cô trở lại Oxford để hoàn thành bài thi của năm, nhưng không được nhận bằng. Cô ta cưới một luật sư từ Oxford, Cô ta làm việc toàn thời gian là một trợ lý hành chính cho một công ty xây dựng.

## Scandal
Người ta phát hiện ra cô Sufiah Yusof lấy tên là Shilpa Lee và chào mời trên một trang web sex. Cô tự miêu tả bản thân là gợi cảm, cao 1m65 và sẵn sàng gặp gỡ từ 11 giờ sáng đến 8 giờ tối mỗi ngày với giá gần 260 USD mỗi giờ. Cô nhận mình là một sinh viên hấp dẫn, thông minh" và ưa thích những quý ông lớn tuổi hơn cô 

## Tâm sự
- Sufiah so sánh công việc hiện tại của cô với những nhân vật gái bán hoa hạng sang như trong phim Người đàn bà đẹp mà Julia Roberts thủ vai hay show truyền hình Nhật ký gái gọi London mà diễn viên Billie Piper đóng nhân vật chính .
- "Người ta cứ nghĩ rằng làm gái là bẩn thỉu và kinh tởm, nhưng tôi không thấy thế. Nhu cầu tình dục của tôi rất cao và giờ đây, tôi có đủ cái mình cần. Tôi có một cuộc sống dễ chịu và làm chủ đời mình"
- "Tôi chẳng hối tiếc gì hết"